# Jairo González
Jairo Daniel González Fajardo (27 de febrero de 1992, Guadalajara, Jalisco, México) es un futbolista mexicano que juega en la posición de Lateral izquierdo. Su equipo actual es el Leones Negros de la Universidad de Guadalajara de la Liga de Expansión MX. 

## Trayectoria

### Inicios, Club de Fútbol Pachuca y Club Deportivo Guadalajara
A la edad de 10 años de edad en el año 2002, ingresó a las Fuerzas Básicas del Pachuca, donde jugó en las categorías menores entre el 2002 y 2008.
En el 2008, al ser visoriado por un visor de Chivas, se integró a Chivas San Rafael, donde empezó a jugar en las categorías inferiores así como, Sub-15, Sub-17 y Sub-20.
Así como también jugar en el equipo de Segunda División Chivas Rayadas, con el objetivo de tener el nivel de llegar al primer equipo.
Para inicios del Año de 2012, José Luis Real lo despidió de Chivas por problemas de indisciplina dentro del vestidor con sus compañeros, así como tener  problemas con el entrenador de la categoría Sub-20.

### Leones Negros de la U de G
Tras ser despedido de Chivas partió a las Fuerzas Básicas de los Leones Negros en el 2012. Tras tener destacadas actuaciones en las categorías inferiores en Sub-20, para el Apertura 2012 fue enviado al primer equipo donde hizo la pretemporada.
Debuta el 1 de septiembre de 2012, en el partido Celaya contra Leones Negros.
Con este equipo logró alcanzar un puesto titular, disputando la Liga de Ascenso, consagrándose campeón de dicha división en 2013. Gracias a este ascenso pudo debutar en Primera División en 2014.

### Tigres UANL
Tras destacar en Leones Negros, llamó la atención del técnico Ricardo Ferretti quién lo solicitó para traerlo a los Tigres, en el draft Apertura 2015 fue adquirido en calidad de Préstamo por 6 meses con opción a compra, sin embargo no tuvo minutos de juego únicamente jugando 1 partido. 
Se volvió campeón con Tigres, sin tener minutos de juego.

### Dorados de Sinaloa
Para el Draft Clausura 2016, Tigres no renueva el préstamo del jugador, y fue adquirido por los Dorados de Sinaloa a préstamo por 6 meses con opción a compra.
Tuvo buen desempeño, sin embargo no ayudó a que Dorados se logrará salvar del descenso, desciendo a la Liga de Ascenso.

### Club Necaxa
Los rayos del recién ascendido Necaxa se hicieron de los servicios del lateral, siendo un titular indiscutible en el 11 titular. Después se fue cedido a los Lobos de la BUAP, pero no tuvo minutos de juego y regresó con los rayos para el Apertura 2019.

## Selección nacional

### Participación en Copas del Mundo Sub-17
| Torneo                                | Sede    | Resultado        |
| ------------------------------------- | ------- | ---------------- |
| Copa Mundial de Fútbol Sub-17 de 2009 | Nigeria | Octavos de final |

## Palmarés

### Títulos nacionales
| Título                     | Club                       | País   | Año  |
| -------------------------- | -------------------------- | ------ | ---- |
| Torneo Apertura Ascenso MX | Universidad de Guadalajara | México | 2013 |
| Campeón de Ascenso         | Universidad de Guadalajara | México | 2014 |
| Liga MX                    | Tigres UANL                | México | 2015 |
| Copa México                | Club Necaxa                | México | 2018 |

- Datos: Q19950106